# Нетребко Василь Прокопович
Василь Прокопович Нетребко (14 грудня 1920, Яблунівка (Прилуцький район), Чернігівська область — 17 лютого 2007, Москва)  — український радянський учений у галузі механіки, доктор фіз.-мат. наук, професор.

## Біографічні відомості
Учасник Другої світової війни. Танкіст
Закінчив 1950 року Московський університет. Від 1959 року працював в Науково-дослідному інституті механіки Московського університету, від 1981 по 1992 рік — заступник директора

## Праці
Основні праці з теоретичної і прикладної механіки деформівного твердого тіла.
- «Поляризационные методы механики композиционных материалов» (соавт., 1990),

- учебное пособие «Фотоупругость анизотропных тел» (1988);

- «Михаил Митрофанович Филоненко-Бородич. 1885—1962» (соавт., 1974).

## Відзнаки і нагороди
Державна премія СРСР (1980).